# اولگا نوووکشچنووا
اولگا نوووکشچنووا (روسی: О′льга Никола′евна Новокще′нова؛ زادهٔ ۲۹ نوامبر ۱۹۷۴) شناگر شنای موزون اهل روسیه بود.